# قائمة سجون العراق
السِجْن هو المكان الذي يوضع فيه من يراد سلب حريته.

## قائمة سجون العراق
تحتوي هذه القائمة على أسماء سجون في العراق.
| اسم                  | موقع     | صورة | ملاحظات |
| -------------------- | -------- | ---- | ------- |
| سجن المطبق           | بغداد    |      |         |
| سجن أبو غريب         | أبو غريب |      |         |
| سجن الكرادة          | بغداد    |      |         |
| سجن بادوش            | بادوش    |      |         |
| سجن بوكا             | أم قصر   |      |         |
| سجن نقرة السلمان     | السماوة  |      |         |
| معتقل كروبر          | بغداد    |      |         |
| سجن التاجي           | بغداد    |      |         |
| سجن الناصرية المركزي | ذي قار   |      |         |
|                      |          |      |         |

## أعداد السجناء[4]
صرحت وزارة العدل العراقية في 9 آذار 2025 بأن عدد السجناء يبلغ 67 ألف سجين موزعين على 30 سجنًا في عموم البلاد، بينهم 1600 سجين أجنبي و 85 طفلاً يعيشون مع أمهاتهم داخل هذه السجون، في حين تشير تقديرات المفوضية العليا لحقوق الإنسان في العراق إلى وجود 73,715 سجينًا حتى عام 2021.